# Vlag van Hoeselt
De vlag van Hoeselt werd door de gemeenteraad op 13 april 1989 officieel vastgesteld als de gemeentelijke vlag van de Belgisch Limburgse gemeente Hoeselt. Op 21 november 1989 werd hij door het Bestuur van Vlaanderen bevestigd en uiteindelijk gepubliceerd op 8 december 1990 in het officiële Belgisch Staatsblad.
Officieel wordt de vlag beschreven als:
Drie even hoge banen van geel, van wit en van geel, de witte baan zwart omboord en getralied.
De vlag is volledig gebaseerd op het gemeentewapen en ziet er dus helemaal hetzelfde uit.
In 2025 is Hoeselt samen met Bilzen opgegaan in de gemeente Bilzen-Hoeselt. De vlag is daardoor als gemeentevlag komen te vervallen.

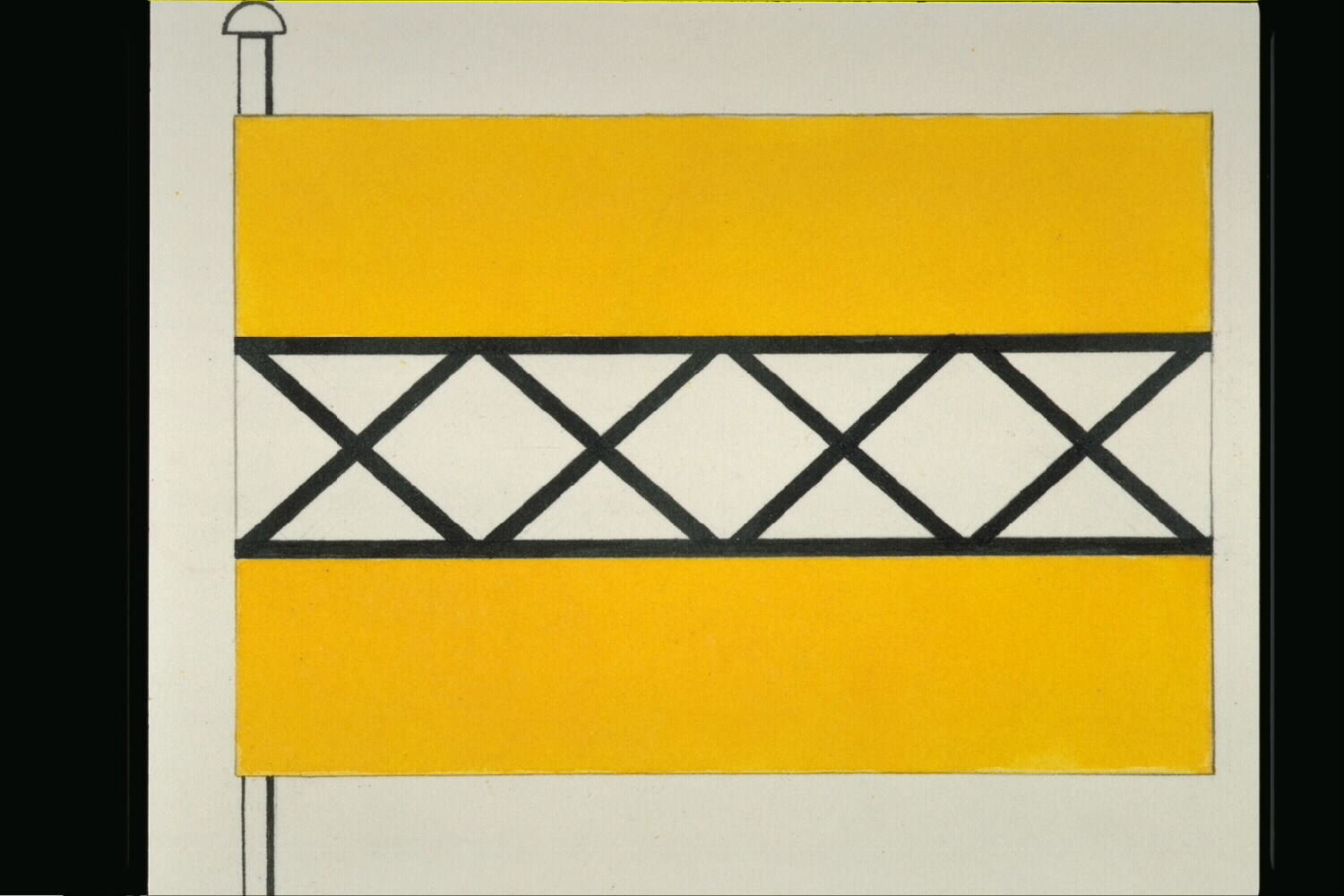
Officiële tekening van de vlag